# 小池 (稲沢市)
小池（こいけ）は、愛知県稲沢市の地名。

## 歴史

### 沿革
- 1980年（昭和55年） - 稲沢市小池正明寺町・長野町の各一部により、小池二丁目および小池三丁目が成立[1]。
- 1984年（昭和59年） - 小池一丁目が成立[1]。

### 人口の変遷
国勢調査による人口および世帯数の推移。
| 1995年（平成7年）  | 967世帯 2712人  |  |
| 2000年（平成12年） | 1016世帯 2704人 |  |
| 2005年（平成17年） | 1125世帯 2839人 |  |
| 2010年（平成22年） | 1184世帯 2856人 |  |
| 2015年（平成27年） | 1282世帯 2983人 |  |
| 2020年（令和2年）  | 1341世帯 2991人 |  |

## 地理

### 河川・池沼
- 福田川

### 交通
- 愛知県道136号一宮清須線
- 愛知県道62号春日井稲沢線
- イチョウ通り
- トチノキ通り

### 施設
- 日本軽金属名古屋工場
- 小正中央公園
- 小正保育園
- 稲沢スイミングスクール

- 日本軽金属名古屋工場

### WEB
1. ↑  “愛知県稲沢市の町丁・字一覧”.   人口統計ラボ. 2023年5月5日閲覧。
2. 1 2  総務省統計局 (2022年2月10日). “令和2年国勢調査の調査結果(e-Stat) - 男女別人口，外国人人口及び世帯数－町丁・字等” (CSV). 2023年8月2日閲覧。
3. ↑  “読み仮名データの促音・拗音を小書きで表記するもの(zip形式) 愛知県” (zip).   日本郵便 (2024年2月29日). 2024年3月26日閲覧。
4. ↑  “市外局番の一覧” (PDF).   総務省 (2022年3月1日). 2022年3月22日閲覧。
5. ↑  “ナンバープレートについて”.   一般社団法人愛知県自動車会議所. 2024年1月21日閲覧。
6. ↑  総務省統計局 (2014年3月28日). “平成7年国勢調査の調査結果(e-Stat) - 男女別人口及び世帯数 －町丁・字等” (CSV). 2021年7月20日閲覧。
7. ↑  総務省統計局 (2014年5月30日). “平成12年国勢調査の調査結果(e-Stat) - 男女別人口及び世帯数 －町丁・字等” (CSV). 2021年7月20日閲覧。
8. ↑  総務省統計局 (2014年6月27日). “平成17年国勢調査の調査結果(e-Stat) - 男女別人口及び世帯数 －町丁・字等” (CSV). 2021年7月21日閲覧。
9. ↑  総務省統計局 (2012年1月20日). “平成22年国勢調査の調査結果(e-Stat) - 男女別人口及び世帯数 －町丁・字等” (CSV). 2021年7月21日閲覧。
10. ↑  総務省統計局 (2017年1月27日). “平成27年国勢調査の調査結果(e-Stat) - 男女別人口及び世帯数 －町丁・字等” (CSV). 2021年7月21日閲覧。

### 書籍
1. 1 2  「角川日本地名大辞典」編纂委員会 1989, p. 529.